# Johannes von Ow

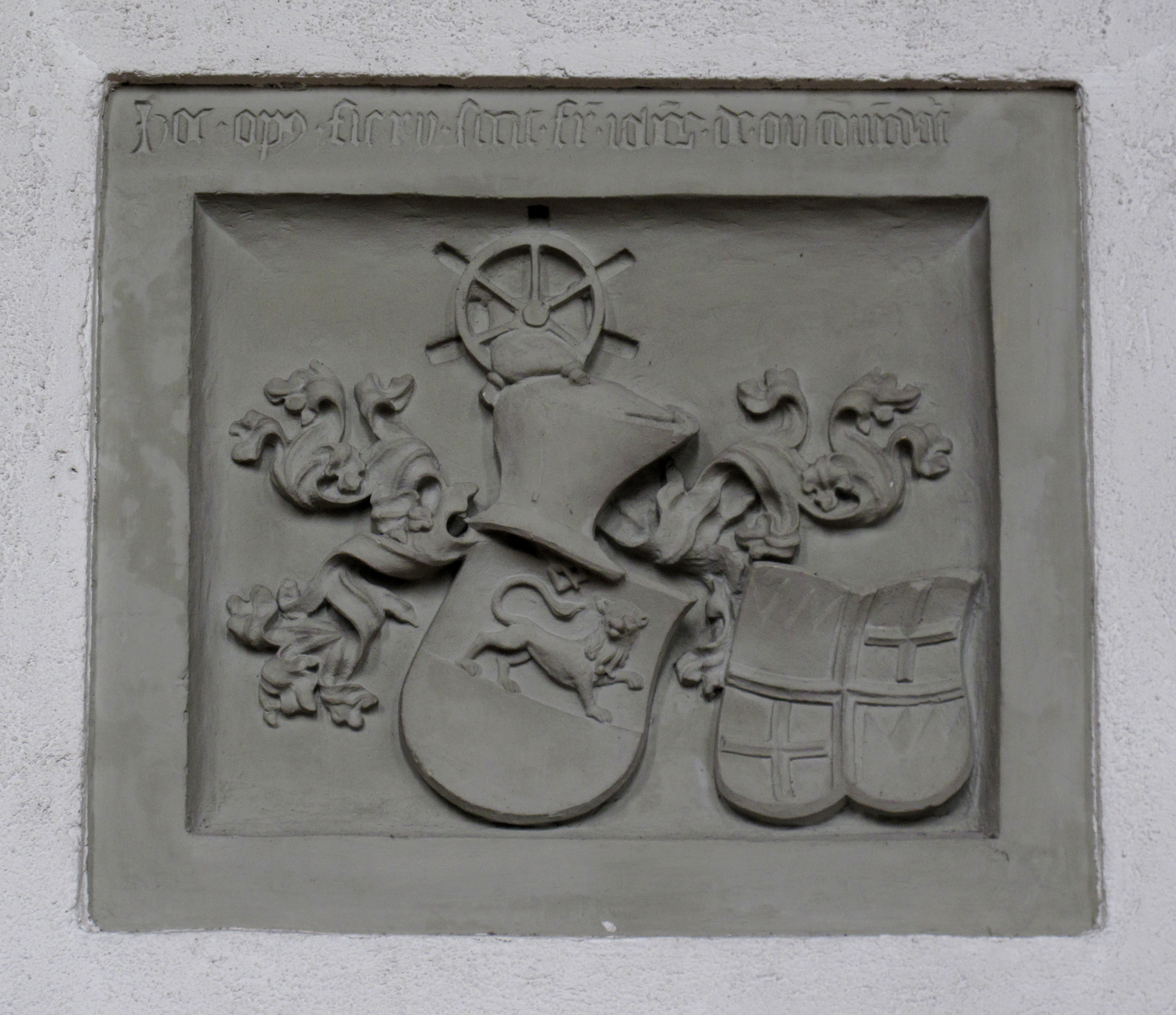
Kirche Münchenbuchsee, Gedenkstein mit den Wappen des Johannes von Ow und Jacques de Milly (um 1460).

Johannes von Ow († 1481) war von 1466 bis 1467 Großbailli des Johanniterordens und von 1467 bis 1481 Großprior in Deutschland.

## Leben und Laufbahn
Johannes von Ow entstammte dem schwäbischen Adelsgeschlecht Ow und war der Sohn des Hans von Ow († 1432) und der Agathe von Altensteig. Er trat um 1438 in den Johanniterorden ein. Wegen eines kleineren Vergehens wurde er für kurze Zeit mit dem Bann belegt. Im Jahr 1440 erhielt er die Kommende Freiburg i. Üe., 1445 kam die Kommende Biberstein hinzu. 1443 bis 1446 weilte er in Rhodos, wo er an den Abwehrkämpfen gegen die osmanischen Truppen beteiligt war. 1449 kam zusätzlich die Kommende Münchenbuchsee zu seinen Ämtern hinzu, 1461 auch noch die Kommende Thunstetten, später noch die Kommenden Wädenswil, Bubikon und Leuggern-Klingnau. Zwischen 1448 und 1469 hielt er sich hauptsächlich in Rhodos auf. Dort amtierte er als Großprior von Zypern. Von 1465 bis 1466 war er stellvertretender Großbailli. Am 23. August 1466 wurde er dann zum Großbailli gewählt. Der Großbailli war für die Verteidigungsanlagen in Rhodos (später auch in Malta) verantwortlich und wurde von der deutschen Zunge des Johanniterordens gestellt. 1467 wurde Johannes von Ow zum Meister der deutschen Lande (Großprior) ernannt. Bei der Belagerung von Rhodos (1480) gehörte er zu den Verteidigern der Insel; schon im Frühjahr 1480 war er mit einer Gruppe deutscher Ordensritter nach Rhodos gereist. Nach dem letzten erfolglosen Sturmangriff der osmanischen Truppen am 28. Juli 1480 und deren Abzug schiffte er sich bereits krank nach Deutschland ein und machte am 11. Oktober 1480 sein (noch erhaltenes) Testament. Im Verlauf des Jahres 1481 starb er und wurde in der Ordenskirche in Münchenbuchsee beigesetzt.
In der Kirche in Münchenbuchsee erinnert ein Gedenkstein an der nördlichen Chorwand an den Großmeister des Johanniterordens Jacques de Milly und Johannes von Ow. Die Inschrift lautet «hoc op[us] fiery fecit fr[ater] joh[ann]es de ou co[m]me[n]dat[or]» (lat. Dieses Bauwerk liess errichten Bruder Johannes von Ow, Kommendator).